# Corriere della paura
Il Corriere della paura è stata una rivista antologica di fumetti pubblicata in Italia dall'Editoriale Corno negli anni settanta specializzata nella pubblicazione di fumetti horror tratti dalle riviste Marvel.

## Storia editoriale
La rivista nacque durante il periodo di massima espansione dell'editore grazie al successo delle serie a fumetti incentrate sui supereroi della Marvel importate dagli Stati Uniti; sfruttando il sodalizio stabilito con l'editore americano, la direttrice responsabile Maria Grazia Perini propose al suo editore una rivista di genere horror dove pubblicare le storie dai toni decisamente forti per l'epoca che la Marvel aveva incominciato a pubblicare negli Stati Uniti. Inizialmente la Marvel investì molto su questo genere di riviste horror, assumendo autori come Neal Adams e pubblicando serie come "lo Zombie" di Steve Gerber e Pablo Marcos, ma poi ridusse notevolmente il budget riducendo i costi rinunciando ad autori affermati e, dopo il 1975, rimase solo la serie col personaggio di Dracula.
La testata esordì quindi nel 1974 e venne pubblicata in due serie, la prima pubblicata per 22 numeri fino a marzo 1976 quando venne modificata la testata in Corriere della paura presenta: Dracula che venne edita dal mese successivo fino a settembre 1977 per 18 numeri. Inizialmente pubblicava storie a fumetti di genere horror tratte da serie pubblicate negli USA della Marvel Comics come Dracula Lives!, Monsters Unleashed! e The Haunt of Horror e realizzate da disegnatori quali Gene Colan, Neal Adams, Pablo Marcos, Billy Graham, Syd Shores oltre a storie degli anni cinquanta disegnate da Joe Sinnott, Tony Di Preta, Russ Heath e altri. Oltre ai fumetti americani, altro punto forte della rivista furono gli editoriali, la rubrica della posta e gli articoli con i quali si instaurò con i lettori un rapporto confidenziale di scambio di opinioni sulla comune passione per il genere horror.

### Corriere della paura
| Num. | Data italiana  | Titolo italiano (Titolo statunitense)                                           | Albo statunitense                      | Data statunitense | Protagonista                  | Autore                        | Disegno                     |
| ---- | -------------- | ------------------------------------------------------------------------------- | -------------------------------------- | ----------------- | ----------------------------- | ----------------------------- | --------------------------- |
| 1    | giugno 1974    | Dracula vive ancora (That Dracula May Live Again)                               | Dracula lives n. 2                     | agosto 1973       | Dracula                       | Marv Wolfman                  | Neal Adams                  |
| 1    | giugno 1974    | La Cosa nella Cella Frigorifera (The Thing In the Freezer)                      | Monsters Unleashed (vol. 1) n. 1       | agosto 1973       | Horror                        | Marv Wolfman                  | Syd Shores                  |
| 1    | giugno 1974    | Orrenda è la palude! (The Thing From the Bog)                                   | Tales Of The Zombie n. 1               | agosto 1973       | Horror                        | Marv Wolfman                  | Pablo Marcos                |
| 1    | giugno 1974    | Dracula e la strega (Suffer Not a Witch)                                        | Dracula lives n. 1                     | giugno 1973       | Dracula                       | Roy Thomas                    | Alan Weiss                  |
| 2    | luglio 1974    | L'Uomo Lupo (The Man Who Cried Werewolf)                                        | Monsters Unleashed (vol. 1) n. 1       | agosto 1973       | Horror                        | Gerry Conway                  | Pablo Marcos                |
| 2    | luglio 1974    | La Vendetta della Morta Viva (Revenge of the Unliving)                          | Vampire Tales n. 1                     | agosto 1973       | Horror-Story                  | Gardner Fox                   | Jordi Bernet                |
| 2    | luglio 1974    | Terrore al castello di Dracula (The Terror That Stalked Castle Dracula)         | Dracula lives n. 2                     | agosto 1973       | Dracula                       | Steve Gerber Tony Isabella    | Jim Starlin                 |
| 2    | luglio 1974    | Teschi fra le Stelle (Skulls In the Stars)                                      | Monsters Unleashed (vol. 1) n. 1       | agosto 1973       | Solomon Kane                  | Roy Thomas                    | Ralph Reese                 |
| 3    | agosto 1974    | L'altare della dannazione (Altar of the Damned)                                 | Tales Of The Zombie n. 1               | agosto 1973       | Zombie (Simon Garth)          | Roy Thomas Steve Gerber       | John Buscema                |
| 3    | agosto 1974    | Zombie... un uomo senza anima! (Zombie!)                                        | Menace n. 5                            | luglio 1953       | Zombie (Simon Garth)          | Stan Lee                      | Bill Everett                |
| 3    | agosto 1974    | La notte della morte vivente (Night of the Walking Dead                         | Tales Of The Zombie n. 1               | agosto 1973       | Zombie (Simon Garth)          | Steve Gerber                  | John Buscema                |
| 3    | agosto 1974    | Terrore! (Fright)                                                               | Journey into Mystery (Vol. 1) n. 5     | febbraio 1953     | Horror-Story                  | Stan Lee                      | Russ Heath                  |
| 4    | settembre 1974 | Frankenstein 1974 (Frankenstein)                                                | Monsters Unleashed (vol. 1) n. 2       | ottobre 1973      | Frankenstein                  | Gary Friedrich                | John Buscema                |
| 4    | settembre 1974 | Lui...Il mostro! (The Classic Monster!                                          | Monsters Unleashed (vol. 1) n. 4       | febbraio 1974     | Frankenstein                  | Gary Friedrich                | John Buscema                |
| 4    | settembre 1974 | Camminare ancora di giorno (To Walk Again In Daylight)                          | Dracula lives n. 1                     | giugno 1973       | Dracula                       | Steve Gerber                  | Rich Buckler                |
| 4    | settembre 1974 | Zombie! (Zombie!)                                                               | Journey into Mystery (Vol. 1) n. 5     | febbraio 1953     | Horror-Story                  | Tony DiPreta                  | Tony DiPreta                |
| 5    | ottobre 1974   | Satana (Satana)                                                                 | Vampire Tales n. 2                     | ottobre 1973      | Satana, la figlia del Diavolo | Roy Thomas                    | John Romita Sr.             |
| 5    | ottobre 1974   | Il bacio della morte (The Kiss of Death)                                        | Vampire Tales n. 3                     | febbraio 1974     | Satana, la figlia del Diavolo | Gerry Conway                  | Esteban Maroto              |
| 5    | ottobre 1974   | Una volta diventato mostro...! (Once a Monster..!)                              | Monsters Unleashed (vol. 1) n. 5       | aprile 1974       | Frankenstein                  | Gary Friedrich                | John Buscema                |
| 5    | ottobre 1974   | Il veleno nel sangue (A Poison of the Blood)                                    | Dracula lives n. 1                     | giugno 1973       | Dracula                       | Gerry Conway                  | Gene Colan                  |
| 5    | ottobre 1974   | Il mostro salvatore (A Monster Reborn)                                          | Monsters Unleashed (vol. 1) n. 4       | febbraio 1974     | Horror-Story                  | Steve Gerber                  | Pablo Marcos                |
| 6    | novembre 1974  | Gabriel, l'Esorcista (Gabriel: Devil-Hunter)                                    | Haunt of Horror n. 2                   | luglio 1974       | Gabriel                       | Doug Moench                   | Billy Graham                |
| 6    | novembre 1974  | Satana può aspettare! (Satan Can Wait)                                          | Journey into Mystery (Vol. 1) n. 15    | aprile 1954       | Horror-Story                  | Paul Reinman                  | Paul Reinman                |
| 6    | novembre 1974  | I vampiri bevono molto! (Drink Deep, Vampire)                                   | Strange Tales (vol. 1) n. 9            | agosto 1952       | science-fiction               | Non accreditato               | Joe Sinnott                 |
| 6    | novembre 1974  | La regina voodoo di New Orleans! (The Voodoo Queen of New Orleans)              | Dracula lives n. 2                     | agosto 1973       | Dracula                       | Roy Thomas                    | Gene Colan                  |
| 7    | dicembre 1974  | L'isola voodoo! (Voodoo Island)                                                 | Tales Of The Zombie n. 2               | ottobre 1973      | Zombie (Simon Garth)          | Steve Gerber                  | Pablo Marcos                |
| 7    | dicembre 1974  | La notte del ragno (Night of the Spider)                                        | Tales Of The Zombie n. 2               | ottobre 1973      | Zombie (Simon Garth)          | Steve Gerber                  | Pablo Marcos                |
| 7    | dicembre 1974  | Signore della morte, signore degli inferi (Lord of Death, Lord of Hell)         | Dracula lives n. 3                     | ottobre 1973      | Dracula                       | Marv Wolfman                  | John Buscema                |
| 7    | dicembre 1974  | Uccidere un licantropo (To Kill a Werewolf!)                                    | Vampire Tales" n. 1                    | agosto 1973       | Horror-Story                  | Non accreditato               | Bill Everett                |
| 8    | gennaio 1975   | La Prima Vampira (Lilith: The First Vampire)                                    | Vampire Tales n. 4                     | aprile 1974       | Lilith                        | Tony Isabella                 | Ernie Chan                  |
| 8    | gennaio 1975   | La Figlia di Dracula (The Axe Man)                                              | Vampire Tales n. 6                     | agosto            | Lilith                        | Marv Wolfman Steve Gerber     | Bob Brown                   |
| 8    | gennaio 1975   | Fine di una leggenda (End of a Legend)                                          | Tales Of The Zombie n. 6               | luglio 1974       | Fratello Voodoo               | Doug Moench Len Wein          | Gene Colan                  |
| 8    | gennaio 1975   | La zozzura notturna (Nightfilth Rising)                                         | Tales Of The Zombie n. 4               | marzo 1974        | Horror                        | Doug Moench                   | Win Mortimer                |
| 8    | gennaio 1975   | Caccia alla Strega (Bewitched)                                                  | Journey into Mystery (Vol. 1) n. 15    | aprile 1954       | Horror-Story                  | Non accreditato               | Mannie Banks                |
| 9    | febbraio 1975  | Il maniero dove vive Dracula (Castle of the Undead)                             | Dracula lives n. 3                     | ottobre 1973      | Solomon Kane                  | Roy Thomas                    | Alan Weiss                  |
| 9    | febbraio 1975  | Ombre sulla "Ville Lumière"! (Shadow In the City of Light)                      | Dracula lives n. 3                     | ottobre 1973      | Dracula                       | Gerry Conway                  | Alfonso Font                |
| 9    | febbraio 1975  | Sepoltura gemellare (Twin Burial)                                               | Tales Of The Zombie n. 2               | ottobre 1973      | Horror                        | Chuck Robison                 | Ralph Reese                 |
| 9    | febbraio 1975  | Un cadavere...un voto! (The Dead Men)                                           | Spellbound n. 13                       | marzo 1953        | comic-story                   | Stan Lee                      | Fred Kida                   |
| 10   | marzo 1975     | Quando gli Dei seppelliscono la carne (When the Gods Crave Flesh)               | Tales Of The Zombie n. 3               | gennaio 1974      | Zombie (Simon Garth)          | Steve Gerber                  | Pablo Marcos                |
| 10   | marzo 1975     | Il freddo dell'impassibile luna (The Cold of the Uncaring Moon)                 | Monsters Unleashed (vol. 1) n. 3       | novembre 1973     | comic-story                   | Steve Skeates                 | George Tuska                |
| 10   | marzo 1975     | Sanguinosa è la Strada per l'Inferno (Bloody is the Path to Hell!)              | Haunt of Horror n. 2                   | luglio 1974       | Lilith                        | Gerry Conway                  | Enrique Badía Romero        |
| 11   | aprile 1975    | Sempre un Mostro (Always a Monster!)                                            | Monsters Unleashed (vol. 1) n. 6       | giugno 1974       | Frankenstein                  | Doug Moench                   | Val Mayerik                 |
| 11   | aprile 1975    | Ad ogni attimo... paura (Fear Stalker)                                          | Dracula lives n. 4                     | gennaio 1974      | Dracula                       | Marv Wolfman                  | Mike Ploog                  |
| 11   | aprile 1975    | Cinque artigli per Tryphon (Five Claws To Tryphon)                              | Vampire Tales n. 2                     | ottobre 1973      | Horror-Story                  | Gardner Fox                   | Jesus Blasco                |
| 12   | maggio 1975    | ...l'Uomo Cosa! (...Man-Thing!)                                                 | Savage Tales n. 1                      | maggio 1971       | Uomo Cosa                     | Roy Thomas Gerry Conway       | Gray Morrow                 |
| 12   | maggio 1975    | Due mostri per un racconto (A Tale of Two Monsters!)                            | Monsters Unleashed (vol. 1) n. 7       | agosto 1974       | Frankenstein                  | Doug Moench                   | Val Mayerik                 |
| 12   | maggio 1975    | Il Vampiro! (The Vampyre!)                                                      | Vampire Tales n. 1                     | agosto 1973       | Horror-Story                  | Ron Goulart Roy Thomas        | Win Mortimer                |
| 13   | giugno 1975    | La casa dei mostri! (Fever in the Freak House)                                  | Monsters Unleashed (vol. 1) n. 8       | ottobre 1974      | Frankenstein                  | Doug Moench                   | Val Mayerik                 |
| 13   | giugno 1975    | Tutti i volti della paura! (All the Faces of Fear!)                             | Monsters Unleashed (vol. 1) n. 5       | aprile 1974       | Uomo Cosa                     | Tony Isabella                 | Vicente Alcazar             |
| 13   | giugno 1975    | Questo sangue è mio! (This Blood Is Mine)                                       | Dracula lives n. 4                     | gennaio 1974      | Dracula                       | Gardner Fox                   | Dick Ayers                  |
| 14   | luglio 1975    | La Legge e Phillip Bliss! (The Law and Philip Bliss)                            | Tales Of The Zombie n. 4               | marzo 1974        | Zombie (Simon Garth)          | Steve Gerber                  | Pablo Marcos                |
| 14   | luglio 1975    | La Sentenza dell'Uomo Morto! (Dead Man's Judgment)                              | Tales Of The Zombie n. 4               | marzo 1974        | Zombie (Simon Garth)          | Steve Gerber                  | Pablo Marcos                |
| 14   | luglio 1975    | La coscienza del mostro! (The Conscience of the Creature)                       | Monsters Unleashed (vol. 1) n. 9       | dicembre 1974     | Frankenstein                  | Doug Moench                   | Val Mayerik                 |
| 15   | agosto 1975    | La casa di zolfo infernale! (House of Brimstone)                                | Haunt of Horror n. 3                   | settembre 1974    | Gabriel                       | Doug Moench                   | Billy Graham Pablo Marcos   |
| 15   | agosto 1975    | Morbius , il vampiro vivente (Vampire At Large!)                                | The Amazing Spider-Man (vol. 1) n. 102 | novembre 1971     | Morbius                       | Stan Lee Roy Thomas           | Gil Kane                    |
| 15   | agosto 1975    | La nonna era morta! (Gran'ma Died Last Year)                                    | Haunt of Horror n. 2                   | luglio 1974       | comic-story                   | Doug Moench                   | Gene Colan                  |
| 16   | settembre 1975 | Attenti alle Legioni! (Beware the Legions!)                                     | Vampire Tales n. 8                     | dicembre 1974     | Blade                         | Marv Wolfman                  | Tony DeZuniga               |
| 16   | settembre 1975 | Morbius (Morbius)                                                               | Vampire Tales n. 1                     | agosto 1973       | Morbius                       | Steve Gerber                  | Pablo Marcos                |
| 16   | settembre 1975 | Il libro del sangue (The Blood Book)                                            | Dracula lives n. 10                    | gennaio 1975      | Lilith                        | Steve Gerber                  | Bob Brown                   |
| 17   | ottobre 1975   | Guarda verso casa, vampiro! (Look Homeward, Vampire)                            | Dracula lives n. 4                     | gennaio 1974      | Dracula                       | Gerry Conway                  | Vicente Alcazar             |
| 17   | ottobre 1975   | Fratello Voodoo (Brother Voodoo)                                                | Strange Tales (vol. 1) n. 169          | settembre 1973    | Fratello Voodoo               | Len Wein                      | Gene Colan                  |
| 17   | ottobre 1975   | Da questa parte dell'Inferno (This Side of Hell)                                | Haunt of Horror n. 4                   | novembre 1974     | Satana, la figlia del Diavolo | Tony Isabella                 | Enrique Badía Romero        |
| 18   | novembre 1975  | Il palazzo della Magia Nera! (Palace of Black Magic)                            | Tales Of The Zombie n. 5               | maggio 1974       | Zombie (Simon Garth)          | Steve Gerber                  | Pablo Marcos                |
| 18   | novembre 1975  | Il battesimo di fuoco! (Baptism of Fire)                                        | Strange Tales (vol. 1) n. 170          | ottobre 1973      | Fratello Voodoo               | Len Wein                      | Gene Colan                  |
| 19   | dicembre 1975  | Il figlio del buio! (Child of Darkness)                                         | Tales Of The Zombie n. 6               | luglio 1974       | Zombie (Simon Garth)          | Steve Gerber                  | Pablo Marcos                |
| 19   | dicembre 1975  | La marcia dei morti! (March of the Dead)                                        | Strange Tales (vol. 1) n. 171          | dicembre 1973     | Fratello Voodoo               | Len Wein                      | Gene Colan                  |
| 20   | gennaio 1976   | Il demonio nella nebbia (Fiend In The Fog)                                      | Strange Tales (vol. 1) n. 172          | febbraio 1974     | Fratello Voodoo               | Len Wein                      | Gene Colan                  |
| 20   | gennaio 1976   | Il testamento di sangue di Brian Collier (The Blood-Testament of Brian Collier) | Tales Of The Zombie n. 7               | settembre 1974    | Zombie (Simon Garth)          | Steve Gerber Doug Moench      | Pablo Marcos Alfredo Alcala |
| 21   | febbraio 1976  | Una morte dal Ticky-Tacky (A Death Made Out of Ticky-Tacky)                     | Tales Of The Zombie n. 8               | novembre 1974     | Zombie (Simon Garth)          | Steve Gerber                  | Pablo Marcos                |
| 21   | febbraio 1976  | Il vampiro Visconte di Francia (The Vampire Viscount of France)                 | Vampire Tales n. 5                     | giugno 1974       | Horror                        | Doug Moench                   | Vin Mortimer                |
| 21   | febbraio 1976  | Il sacrificio! (Sacrifice Play)                                                 | Strange Tales (vol. 1) n. 173          | aprile 1974       | Fratello Voodoo               | Len Wein                      | Gene Colan                  |
| 22   | marzo 1976     | Simon Garth vive ancora (Simon Garth Lives Again)                               | Tales Of The Zombie n. 9               | gennaio 1975      | Zombie (Simon Garth)          | Tony Isabella                 | Virgilio Redondo            |
| 22   | marzo 1976     | Un giorno della vita di un uomo morto (A Day In the Life of a Dead Man)         | Tales Of The Zombie n. 9               | gennaio 1975      | Zombie (Simon Garth)          | Tony Isabella Chris Claremont | Yong Montano                |
| 22   | marzo 1976     | La seconda morte (The Second Death Around)                                      | Tales Of The Zombie n. 9               | gennaio 1975      | Zombie (Simon Garth)          | Tony Isabella                 | Ron Wilson                  |
| 22   | marzo 1976     | Il vampiro vuole sangue (The Vampire Wants Blood!                               | Vampire Tales n. 5                     | giugno 1974       | Horror                        | Doug Moench                   | Val Mayerik                 |

### Corriere della paura presenta: Dracula
| Num. | Data italiana  | Titolo italiano (Titolo statunitense)                                                              | Albo statunitense                                         | Data statunitense | Protagonista   | Autore                             | Disegno          |
| ---- | -------------- | -------------------------------------------------------------------------------------------------- | --------------------------------------------------------- | ----------------- | -------------- | ---------------------------------- | ---------------- |
| 1    | aprile 1976    | L'uomo Voodoo (The Voodoo-Man!)                                                                    | Tomb Of Dracula (vol. 1) n. 11                            | agosto 1973       | Dracula        | Marv Wolfman                       | Gene Colan       |
| 1    | aprile 1976    | La casa delle urla (Night Of The Screaming House!)                                                 | Tomb Of Dracula (vol. 1) n. 12                            | settembre 1973    | Dracula        | Marv Wolfman                       | Gene Colan       |
| 1    | aprile 1976    | Il ritorno della Mummia Vivente! - I parte (The Return Of The Living Mummy)                        | Supernatural Thrillers n. 7                               | giugno 1974       | Mummia vivente | Steve Gerber                       | Val Mayerik      |
| 2    | maggio 1976    | Uccidere un vampiro (To Kill A Vampire)                                                            | Tomb Of Dracula (vol. 1) n. 13                            | ottobre 1973      | Dracula        | Marv Wolfman                       | Gene Colan       |
| 2    | maggio 1976    | Dracula è morto! (Dracula Is Dead!)                                                                | Tomb Of Dracula (vol. 1) n. 14                            | novembre 1973     | Dracula        | Marv Wolfman                       | Gene Colan       |
| 2    | maggio 1976    | Il ritorno della Mummia Vivente! - II parte (The Return Of The Living Mummy)                       | Supernatural Thrillers n. 7                               | giugno 1974       | Mummia vivente | Steve Gerber                       | Val Mayerik      |
| 3    | giugno 1976    | Notte di paura (Fear Is The Name Of The Game!)                                                     | Tomb Of Dracula (vol. 1) n. 15                            | dicembre 1973     | Dracula        | Marv Wolfman                       | Gene Colan       |
| 3    | giugno 1976    | Il ritorno dalla tomba! (Return From The Grave!)                                                   | Tomb Of Dracula (vol. 1) n. 16                            | gennaio 1974      | Dracula        | Marv Wolfman                       | Gene Colan       |
| 3    | giugno 1976    | La potenza quadruplicata! - I parte (Power Times Four)                                             | Supernatural Thrillers n. 8                               | agosto 1974       | Mummia vivente | Tony Isabella                      | Val Mayerik      |
| 4    | luglio 1976    | La morte si avvicina! (Death Rides The Rails!)                                                     | Tomb Of Dracula (vol. 1) n. 17                            | febbraio 1974     | Dracula        | Marv Wolfman                       | Gene Colan       |
| 4    | luglio 1976    | Caccia al vampiro (Enter: Werewolf By Night)                                                       | Tomb Of Dracula (vol. 1) n. 18                            | marzo 1974        | Dracula        | Marv Wolfman                       | Gene Colan       |
| 4    | luglio 1976    | La potenza quadruplicata! - II parte (Power Times Four)                                            | Supernatural Thrillers n. 8                               | agosto 1974       | Mummia vivente | Tony Isabella                      | Val Mayerik      |
| 5    | agosto 1976    | Morte di un mostro (Death Of A Monster!)                                                           | Werewolf by Night (Vol. 1) n. 15                          | marzo 1974        | Licantropus    | Marv Wolfman                       | Mike Ploog       |
| 5    | agosto 1976    | Le porte dell'Inferno (Snowbound In Hell!)                                                         | Tomb Of Dracula (vol. 1) n. 19                            | aprile 1974       | Dracula        | Marv Wolfman                       | Gene Colan       |
| 5    | agosto 1976    | La Piramide del pericolo! - I parte (Pyramid Of Peril)                                             | Supernatural Thrillers n. 9                               | ottobre 1974      | Mummia vivente | Tony Isabella                      | Val Mayerik      |
| 6    | settembre 1976 | Il dottor Sun (The Coming Of Doctor Sun)                                                           | Tomb Of Dracula (vol. 1) n. 20                            | maggio 1974       | Dracula        | Marv Wolfman                       | Gene Colan       |
| 6    | settembre 1976 | Presagio di morte (Deathknell)                                                                     | Tomb Of Dracula (vol. 1) n. 21                            | giugno 1974       | Dracula        | Marv Wolfman                       | Gene Colan       |
| 6    | settembre 1976 | La Piramide del pericolo! - II parte (Pyramid Of Peril)                                            | Supernatural Thrillers n. 9                               | ottobre 1974      | Mummia vivente | Tony Isabella                      | Val Mayerik      |
| 7    | ottobre 1976   | Duello tra non-morti (In Death Do We Join!)                                                        | Tomb Of Dracula (vol. 1) n. 22                            | luglio 1974       | Dracula        | Marv Wolfman                       | Gene Colan       |
| 7    | ottobre 1976   | Ombre nella notte! (Shadows In The Night!)                                                         | Tomb Of Dracula (vol. 1) n. 23                            | agosto 1974       | Dracula        | Marv Wolfman                       | Gene Colan       |
| 7    | ottobre 1976   | La prova del leone - I parte (A Choice Of Lions)                                                   | Supernatural Thrillers n. 10                              | dicembre 1974     | Mummia vivente | Len Wein Val Mayerik Tony Isabella | Val Mayerik      |
| 8    | novembre 1976  | La notte per vivere... il giorno per morire! (A Night For The Living......A Morning For The Dead!) | Tomb Of Dracula (vol. 1) n. 24                            | settembre 1974    | Dracula        | Marv Wolfman                       | Gene Colan       |
| 8    | novembre 1976  | La notte del cacciatore di sangue! (Night Of The Blood Stalker!)                                   | Tomb Of Dracula (vol. 1) n. 25                            | ottobre 1974      | Dracula        | Marv Wolfman                       | Gene Colan       |
| 8    | novembre 1976  | La prova del leone - II parte (A Choice Of Lions)                                                  | Supernatural Thrillers n. 10                              | dicembre 1974     | Mummia vivente | Len Wein Val Mayerik Tony Isabella | Val Mayerik      |
| 8    | novembre 1976  | La creatura venuta dallo Spazio (The Monster!)                                                     | Adventures into Weird Worlds n. 12                        | novembre 1952     | comic-story    | Non accreditato                    | Ed Winiarski     |
| 9    | dicembre 1976  | Luna di morte (Where Lurks The Chimera!)                                                           | Tomb Of Dracula (vol. 1) n. 26                            | novembre 1974     | Dracula        | Marv Wolfman                       | Gene Colan       |
| 9    | dicembre 1976  | Notte di fuoco (Night-Fire!)                                                                       | Tomb Of Dracula (vol. 1) n. 27                            | dicembre 1974     | Dracula        | Marv Wolfman                       | Gene Colan       |
| 9    | dicembre 1976  | L'aspide colpisce! - I parte (The Asp's Big Score)                                                 | Supernatural Thrillers n. 11                              | febbraio 1975     | Mummia vivente | Tony Isabella                      | Val Mayerik      |
| 10   | gennaio 1977   | Il vampiro è impazzito (Madness In The Mind!)                                                      | Tomb Of Dracula (vol. 1) n. 28                            | gennaio 1975      | Dracula        | Marv Wolfman                       | Gene Colan       |
| 10   | gennaio 1977   | "La vendetta è mia" dice il vampiro! (Vengeance is Mine! Sayeth the Vampire)                       | Tomb Of Dracula (vol. 1) n. 29                            | febbraio 1975     | Dracula        | Marv Wolfman                       | Gene Colan       |
| 10   | gennaio 1977   | L'aspide colpisce! - II parte (The Asp's Big Score)                                                | Supernatural Thrillers n. 11                              | febbraio 1975     | Mummia vivente | Tony Isabella                      | Val Mayerik      |
| 11   | febbraio 1977  | Lilith, la figlia di Dracula (Night of the She-Demon)                                              | Giant-Size Chillers featuring...The Curse of Dracula n. 1 | giugno 1974       | Dracula        | Marv Wolfman                       | Gene Colan       |
| 11   | febbraio 1977  | La guerra che colpì il Mondo (The War That Shook The World)                                        | Supernatural Thrillers n. 12                              | aprile 1975       | Mummia vivente | Val Mayerik Tony Isabella          | Val Mayerik      |
| 12   | marzo 1977     | Y'Garon l'uccisore di vampiri (Call Them Triad...Call Them Death!)                                 | Giant-Size Dracula n. 2                                   | settembre 1974    | Dracula        | Chris Claremont                    | Don Heck         |
| 12   | marzo 1977     | Guerra separata (A Separate War)                                                                   | Supernatural Thrillers n. 13                              | giugno 1975       | Mummia vivente | Val Mayerik Tony Isabella          | Val Mayerik      |
| 13   | aprile 1977    | Morte lenta (Slow Death On the Killing Ground!)                                                    | Giant-Size Dracula n. 3                                   | dicembre 1974     | Dracula        | Chris Claremont                    | Don Heck         |
| 13   | aprile 1977    | Partita a scacchi - I parte (All These Great Pawns)                                                | Supernatural Thrillers n. 14                              | agosto 1975       | Mummia vivente | Val Mayerik John Warner            | Val Mayerik      |
| 14   | maggio 1977    | Ricordi di un vampiro (Memories On A Mourning's Night!)                                            | Tomb Of Dracula (vol. 1) n. 30                            | marzo 1975        | Dracula        | Marv Wolfman                       | Gene Colan       |
| 14   | maggio 1977    | Vampiri in Parlamento! (Ten Lords A Dying!)                                                        | Tomb Of Dracula (vol. 1) n. 31                            | aprile 1975       | Dracula        | Marv Wolfman                       | Gene Colan       |
| 14   | maggio 1977    | Partita a scacchi - II parte (All These Great Pawns)                                               | Supernatural Thrillers n. 14                              | agosto 1975       | Mummia vivente | Val Mayerik John Warner            | Val Mayerik      |
| 14   | maggio 1977    | La notte di Armageddon - I parte (Armageddon At The Aleph)                                         | Supernatural Thrillers n. 15                              | ottobre 1975      | Mummia vivente | John Warner                        | Tom Sutton       |
| 15   | giugno 1977    | Ricatto infernale (And Some Call Him... Madness!                                                   | Tomb Of Dracula (vol. 1) n. 32                            | maggio 1975       | Dracula        | Marv Wolfman                       | Gene Colan       |
| 15   | giugno 1977    | Il sangue sulle mie mani (Blood On My Hands!)                                                      | Tomb Of Dracula (vol. 1) n. 33                            | giugno 1975       | Dracula        | Marv Wolfman                       | Gene Colan       |
| 15   | giugno 1977    | La notte di Armageddon - II parte (Armageddon At The Aleph)                                        | Supernatural Thrillers n. 15                              | ottobre 1975      | Mummia vivente | John Warner                        | Tom Sutton       |
| 16   | luglio 1976    | La resa dei conti! (Showdown Of Blood!                                                             | Tomb Of Dracula (vol. 1) n. 34                            | luglio 1975       | Dracula        | Marv Wolfman                       | Gene Colan       |
| 16   | luglio 1976    | L'Inferno non ha furia... (Hell Hath No Fury...)                                                   | Tomb Of Dracula (vol. 1) n. 35                            | agosto 1975       | Dracula        | Marv Wolfman                       | Gene Colan       |
| 16   | luglio 1976    | Il buio passaggio (The Dark Passage)                                                               | Adventures into Terror n. 10                              | giugno 1952       | comic-story    | Non accreditato                    | Ogden Whitney    |
| 16   | luglio 1976    | Licantropo: Realtà o leggenda? (Werewolf Tale to End All Werewolf Tales!)                          | Journey into Unknown Worlds n. 29                         | luglio 1954       | comic-story    | Non accreditato                    | Paul Hodge       |
| 17   | agosto 1976    | Un vampiro a Boston (Flight Of Fear!)                                                              | Tomb Of Dracula (vol. 1) n. 36                            | settembre 1975    | Dracula        | Marv Wolfman                       | Gene Colan       |
| 17   | agosto 1976    | Arriva il vampiro (The Vampire Is Coming ! The Vampire Is Coming!)                                 | Tomb Of Dracula (vol. 1) n. 37                            | ottobre 1975      | Dracula        | Marv Wolfman                       | Gene Colan       |
| 17   | agosto 1976    | Le mani!(The Hands!)                                                                               | Adventures into Terror n. 14                              | dicembre 1952     | comic-story    | Non accreditato                    | Gene Colan       |
| 17   | agosto 1976    | Gli assassini (The Killers!)                                                                       | Adventures into Weird Worlds n. 10                        | settembre 1952    | comic-story    | Non accreditato                    | Bernie Krigstein |
| 18   | settembre 1976 | Sete di sangue (Blood-Rush!)                                                                       | Tomb Of Dracula (vol. 1) n. 38                            | novembre 1975     | Dracula        | Marv Wolfman                       | Gene Colan       |
| 18   | settembre 1976 | La morte del vampiro (The Death Of Dracula!)                                                       | Tomb Of Dracula, Lord of Vampires (vol. 1) n. 39          | dicembre 1975     | Dracula        | Marv Wolfman                       | Gene Colan       |
| 18   | settembre 1976 | Gli scarafaggi (The Roaches!)                                                                      | Monsters Unleashed (vol. 1) n. 2                          | ottobre 1973      | comic-story    | Gerry Conway                       | Ralph Reese      |